# Afstapahraun
Afstapahraun är ett lavafält i republiken Island. Det ligger i regionen Suðurnes, i den sydvästra delen av landet, 20 km sydväst om huvudstaden Reykjavík.